# Orthocladius atripluma
Orthocladius atripluma är en tvåvingeart som först beskrevs av Jean-Jacques Kieffer 1923.  Orthocladius atripluma ingår i släktet Orthocladius och familjen fjädermyggor.
Artens utbredningsområde är Tyskland. Inga underarter finns listade i Catalogue of Life.